# Sichevița

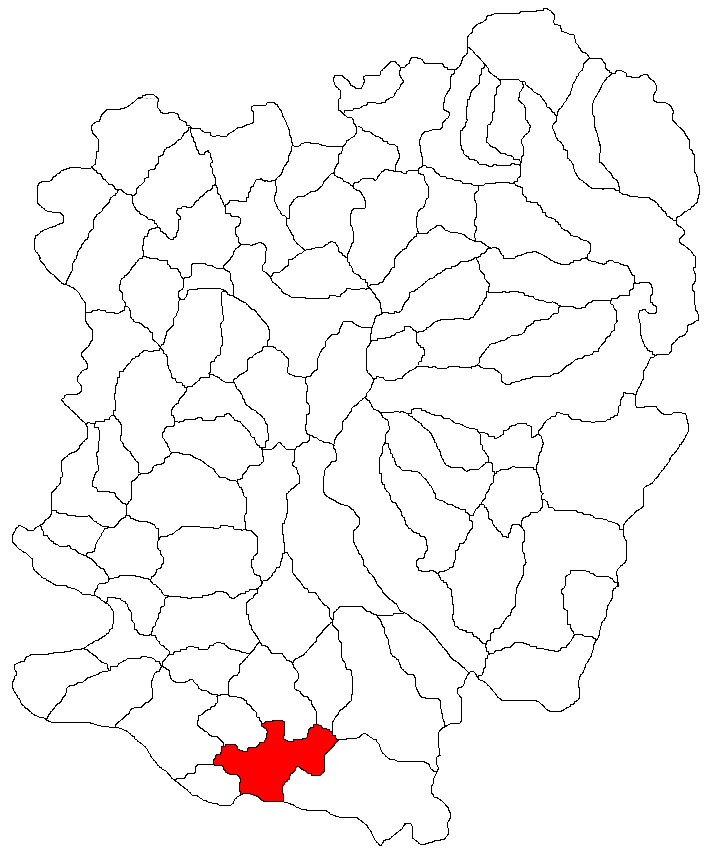
Lage der Gemeinde Sichevița im Kreis Caraș-Severin

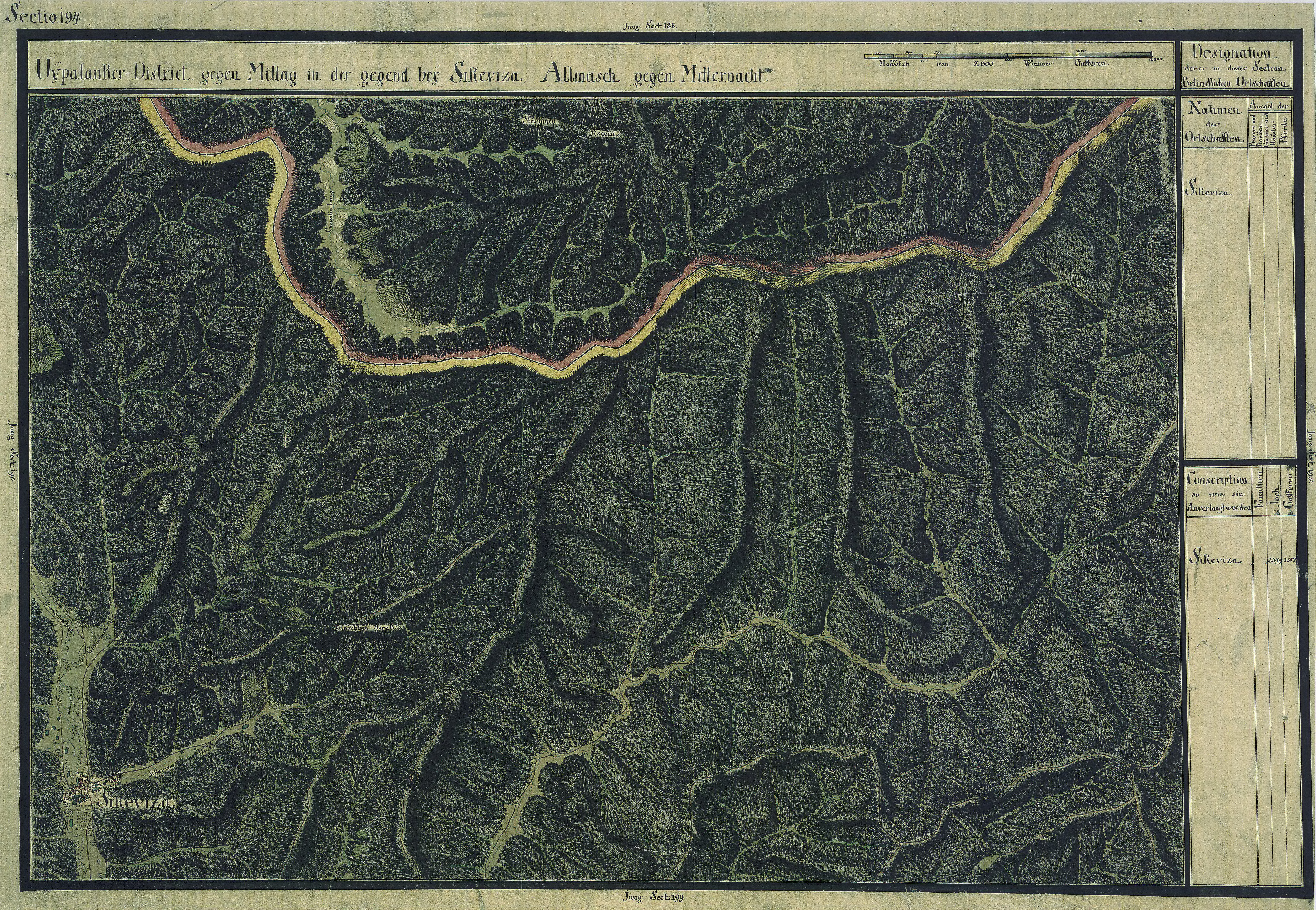
Sichevița auf der Josephinischen Landaufnahme

Sichevița (deutsch Sikewitza, ungarisch Szikesfalu auch Szikevicza, serbisch Sikevica) ist eine Gemeinde im Kreis Caraș-Severin, in der Region Banat, im Südwesten Rumäniens. Zu der Gemeinde Sichevița gehören auch die Dörfer Brestelnic, Camenița, Cârșie, Cracu Almăj, Crușovița, Curmătura, Frăsiniș, Gornea, Liborajdea, Lucacevăț, Martinovăț, Ogașu Podului, Streneac, Valea Orevița, Valea Ravensca, Valea Sicheviței, Zănou und Zăsloane.

## Geografische Lage
Sichevița liegt im Süden des Kreises Caraș-Severin, an der Kreisstraße DJ571A, in 29 km Entfernung von Moldova Nouă und 201 km von Timișoara.

## Nachbarorte
| Curmătura    | Șopotu Nou                                  | Ravensca |
| Moldova Nouă | Kompassrose, die auf Nachbargemeinden zeigt | Bigăr    |
| Crușovița    | Gornea                                      | Liubcova |

## Geschichte
Im Laufe der Jahrhunderte traten verschiedene Schreibweisen des Ortsnamens in Erscheinung: 
1690–1700 Szitthevicza,
1774 Sikevicza,
1785 Cschikowicz,
1808  Szikevicza, 
1913  Szikesfalu,  
1919 Sichevița.
Die 19 Dörfer der Gemeinde Sichevița liegen im Donau-Defilee, am Fuße des Almăj-Gebirges und des Locva-Gebirges. Die Ortschaft wurde 1363 erstmals urkundlich erwähnt und ist eine der ältesten Ortschaften im Donau-Defilee.
Auf der Josephinischen Landaufnahme von 1717 ist Sikeviza eingetragen. Nach dem Frieden von Passarowitz (1718) war die Ortschaft Teil der Habsburger Krondomäne Temescher Banat.
1774 wurde Sichevița dem Walachisch-Illyrischen Grenzinfanterie-Regiment Nr. 13 der Banater Militärgrenze angegliedert. Jeder Einwohner bekam 750 Stânjeni (1 Stânjen = 3,8 Quadratmeter) für einen Hausplatz zugeteilt.
Nach dem Österreichisch-Ungarischen Ausgleichs (1867), als das Banat dem Königreich Ungarn innerhalb der Doppelmonarchie Österreich-Ungarn angegliedert wurde, verblieb die Banater Militärgrenze bis zu deren Auflösung im Jahr 1873 dem Wiener Hofkriegsrat unterstellt, um dann ebenfalls dem Königreich Ungarn angegliedert zu werden.
Der Vertrag von Trianon am 4. Juni 1920 hatte die Dreiteilung des Banats zur Folge, wodurch Sichevița  an das Königreich Rumänien fiel.

## Die Wassermühlen von Sichevița
Auf dem Areal der Gemeinde Sichevița gibt es insgesamt zehn Wassermühlen. Diese sind, wie auch die Wassermühlen von Rudăria, 100 Jahre alt und noch immer in Betrieb. Sie können als die Vorgänger der Kaplan-Turbine betrachtet werden.

## Bevölkerungsentwicklung
| 1880 | 2468 | 2404 | 6  | 2  | 56  |
| 1910 | 3596 | 3458 | 17 | 14 | 107 |
| 1930 | 3775 | 3718 | 3  | 6  | 48  |
| 1977 | 3355 | 3308 | -  | 4  | 43  |
| 2002 | 2732 | 2678 | -  | -  | 54  |
| 2011 | 2230 | 2146 | -  | -  | 84  |
| 2021 | 1891 | 1772 | -  | 2  | 117 |